# Isaac Bashevis Singer
Isaac Bashevis Singer (jiddis nyelven יצחק באַשעװיס זינגער) (Leoncin, Lengyelország, 1903. november 11. – Miami, Florida, 1991. július 24.) zsidó-lengyel származású amerikai író. 1978-ban irodalmi Nobel-díjjal tüntették ki „Szenvedélyes elbeszélőművészetéért, mely a lengyel-zsidó kulturális tradíciókban gyökerezik, és univerzális emberi feltételeket hív életre.” Műveit jiddis nyelven írta.

## Életrajza
Icek Hersz Zynger néven született a többnyire zsidók lakta Leoncinban (Radzymin közelében, kb. 25 kilométerre Varsótól), az ottani rabbi, Pinchos Menachem Zynger fiaként. Születési dátuma nincsen pontosan dokumentálva, de nagy valószínűséggel 1902. november 21-én született: ezt a dátumot adta meg Paul Kreshnek, aki egy életrajzot írt róla. Singer fiatal éveiben születésnapját 1904. július 14-re, a Bastille ostromának napjára datálta, feltehetőleg azért, hogy fiatalabbnak tüntesse fel magát és így elkerülje a lengyel hadsereg behívóparancsát.
1907-ben a család Radzyminbe, egy haszid rabbi birtokára költözött, 1908-ban pedig a varsói zsidó szegénynegyedbe (Krochmalna-utca) kerültek, ami akkoriban a világ legnagyobb zsidó és jiddis nyelvű telepe volt (1910-ben a 780 000 lakos közel 40%-a, kb. 300 000 ember zsidó volt). A háború alatt a nehéz gazdasági helyzet miatt a család szétvált: édesanyja (Batsheva) Isaac-kal és öccsével a Lublin melletti Biłgorajba költözött, ahol az édesanya testvérei – az apa utódaiként – rabbiként tevékenykedtek. Itt ismerte meg Isaac Singer a lengyel zsidók hagyományos életformáját, ami a földrajzi és politikai helyzetből adódóan változatlan maradt.
1921-ben Singer visszatért Varsóba, hogy az ottani haladó-ortodox Tachkemoni-szemináriumon rabbivá képeztesse magát, de tanulmányait egy évvel később félbeszakította és visszaköltözött a szüleihez vidékre. Bátyja, Israel Joshua Singer közbenjárásával 1923-ban egy varsói modern jiddis újság korrektoraként kezdett dolgozni, majd saját maga is írni kezdett. Már a második elbeszélését Bashevisként – vezetéknév nélkül – írta alá, hogy megkülönböztesse magát bátyjától. Bashevisként rövid idő alatt népszerű lett, nagy élményt jelentett számára az elkövetkező évek írói fejlődése, amit később műveiben feldolgozott. Bátyját 1933-ban a jiddis napilap, a Jewish Daily Forward (פֿאָרװערטס) szerkesztőstábjába, New Yorkba hívták; 1935-ben sikerült beutazási engedélyt szereznie Isaac Singer részére is.
Sokáig tartott megszoknia az új környezetet (az erről az időről szóló önéletrajz címe Lost in America), de a nehézségek legyőzése után produktív és elismert író lett. Írásait elsősorban a Forward napilapban publikálta. 1953-ban vált igazán ismertté, amikor megjelent az 1945-ben írt novellák (Gimpl tam un andere dertseylungen) angol fordítása Saul Bellow közreműködésével.
1974-ben a Nemzeti Könyvdíjjal (National Book Award) jutalmazták Enemies, a Love Story című regényéért; 1978-ban Nobel-díjat kapott.

## Munkássága
Isaac Bashevis Singer regényeit és történeteit jiddis nyelven írta, és kezdetben jiddis irodalmi magazinokban, illetve a Forwardban jelentette meg; később ezeket egy amerikai változathoz fordításra átdolgozta és lektorálta. Ő ezeket „második eredeti műnek” nevezte. Írói álnévként a Varshavsky és a D. Segal aláírást használta. 
Singer művei a vallás és korszerűség, a miszticizmus és racionális belátás pólusai között állnak. Ugyanúgy merít a zsidó misztikával (kabbala), etikával (talmud), hagyománnyal és folklórral való mély kapcsolatából, mint a haladó filozófiai irányzatokat érintő természettudományi ismereteiből, Spinozából, Schopenhauerből, Eduard von Hartmannból és Otto Weiningerből. Legjelentősebb írói példaképe Knut Hamsun volt, akinek számos művét jiddisre fordította.
Írásai az élet alapkérdéseit kutatják, visszafogott iróniával mutatják be számkivetett hőseiket: lengyel falusi zsidó közösségeket, megrokkant, magányos, megszállott embereket.
Életműve változatos alkotásokat ölel fel: a gyerekkönyvektől olyan művekig terjed, amelynek kéziratát bizonyos ortodox nyomdai munkások nem vettek a kezükbe – nagyon merész és nyílt erotikus témája miatt.
1974-ben szomszédja, Bruce Davidson Mr. Singer’s Nightmare or Mrs. Pupkos Beard című művéből egy félórás játék-, illetve dokumentumfilmet készített. 1983-ban Yentl, the Yeshiva Boy című novellája került megfilmesítésre Yentl címmel, Barbra Streisand főszereplésével; 1989-ben Enemies című regényét Paul Mazursky vitte filmvászonra.
További díjai:
- 1969 – Deutscher Literaturpreis
- 1981 – Buber-Rosenzweig-érem
- 1984 – A Negevi Ben Gurion Egyetem díszdoktora (Beér-Seva, Izrael)

## Singer, a vegetáriánus
Singer életének utolsó 35 évében vegetáriánus volt, és műveibe gyakran szőtt bele ezzel kapcsolatos témákat. A The Slaughterer című novellájában egy mészáros gyötrelmeiről ír, aki megpróbálja összeegyeztetni az állatok iránti szánalmát és a munkáját. Amikor megkérdezték, hogy az egészsége miatt lett-e vegetáriánus, azt felelte, hogy „a csirkék egészsége miatt”.
A The Letter Writer-ben a következőket írta:
„Mindannyian Isten teremtményei vagyunk – az, hogy kegyelemért és méltányosságért imádkozunk, miközben tovább esszük az állatok húsát, amiket miattunk öltek meg, számomra összeegyezhetetlen. Én akkor is vegetáriánus maradnék, ha az egész világ elkezdene húst enni. Ez az én tiltakozásom a világ állapota ellen. Atomenergia, éhínség, kegyetlenségek – lépéseket kell tennünk ellenük. Az én lépésem a vegetarianizmus. És azt gondolom, hogy egy nagyon fontos lépés. Gyakran emlegetik, hogy az ember mindig is evett húst, mintha ez megbocsáthatóvá tenné, hogy továbbra is ezt tegyék. Ha ezt a logikát követjük, akkor azt sem szabadna megakadályozni, hogy ember embert öljön, hiszen ez is ősidők óta megtörténik. Az állatokkal szemben, mindenki nácivá válik… Az állatok számára ez egy örök Treblinka.”

## Írásai
- Eulogy to a Shoelace
- The Family Moskat – A Moszkát család
- Satan in Goray – A sátán Gorajban
- The Magician of Lublin – A lublini mágus
- The Slave – A rabszolga
- Zlateh the Goat
- The Fearsome Inn – A félelmetes fogadó
- Mazel and Shlimazel
- The Manor – A vagyon 1. A kastély
- The Estate – A vagyon 2. A birtok
- The Golem – Gólem
- A Friend of Kafka, and Other Stories – Kafka barátja
- Elijah The Slave
- Joseph and Koza: or the Sacrifice to the Vistula
- The Topsy-Turvy Emperor of China
- Enemies, a Love Story – Ellenségek. Szerelmi történet / Szerelmes történet. Egy poligámista regénye
- The Wicked City
- The Hasidim
- Fools of Chelm and Their History
- A Crown of Feathers, and Other Stories
- Naftali and the Storyteller and His Horse, Sus
- A Little Boy in Search of God
- Shosha – A gettó lánya
- A Young Man in Search of Love
- Reaches of Heaven. A Story Of The Baal Shem Tov
- The Collected Stories of Isaac Bashevis Singer (Singer válogatása)
- The Penitent
- Yentl the Yeshiva Boy (alap a Yentl című filmhez)
- Why Noah Chose the Dove
- The King of the Fields – A mezők királya
- Scum – A szégyenfolt
- The Certificate
- Meshugah – Mesüge
- A Day of Pleasure, Stories of a Boy Growing Up In Warsaw – Egy nap boldogság
- Shadows on the Hudson – New York árnyai

## Magyarul
- A rabszolga; ford., utószó Walkóné Békés Ágnes; Európa, Bp., 1977 (Modern könyvtár)
- A sátán Gorajban. Regény; ford. Walkóné Békés Ágnes; Európa, Bp., 1979 (Modern könyvtár)
- A hét kicsi suszter. Válogatott elbeszélések; jegyz. Jólesz László(wd), vál. Benedek Mihály, ford. Dezsényi Katalin et al., versford. Székely Magda; Európa, Bp., 1984
- A lublini mágus. Regény; ford. Walkóné Békés Ágnes; Európa, Bp., 1985 (Modern könyvtár)
- Rövid péntek; ford. Balázsi József Attila; Gondolat, Bp., 1991
- A gettó lánya; ford. Kiss Marianne; Európa, Bp., 1991 (Európa zsebkönyvek)
- Szerelem és száműzetés; ford., jegyz. Mészáros György; Gondolat, Bp., 1991
- Ellenségek, love story; ford. Szigethy Ágnes; Co-nexus, Bp., 1992
- A szégyenfolt; ford. Szántó Judit; Fabula, Bp., 1993
- A mezők királya; ford. Szűr-Szabó Katalin; Európa, Bp., 1994 (Európa zsebkönyvek)
- A félelmetes fogadó. Történetek gyermekeknek; ford. Borbás Mária, versford. Kiss Zsuzsa; Park, Bp., 1995
- Mesüge; ford. N. Kiss Zsuzsa; Park, Bp., 1996
- A Moszkát család; ford. Turczi István; Novella, Bp., 1996
- Gólem; ford. Kristóf Eszter; Literatura, Szentendre, 1997
- Örök szerelem. Szonettkoszorú; ford. Balabán Péter et al., jegyz. Schiller Erzsébet; Novella, Bp., 1999
- Apám bíróságán; ford. Kiss Marianne; Filum, Bp., 1999
- New York árnyai; ford. Dezsényi Katalin; Novella, Bp., 1999
- Szenvedély és más történetek; ford. Borbás Mária et al.; Novella, Bp., 2000
- Egy nap boldogság. Elbeszélések; ford. Dezsényi Katalin; Novella, Bp., 2001
- A vagyon; ford. Csáki Judit; Novella, Bp., 2001
- Kafka barátja. Elbeszélések; ford. Benedek Mihály et al.; Novella, Bp., 2005
- A rabbi előtt. Elbeszélések; ford. Csáki Judit; Novella, Bp., 2006
- Szerelmes történet. Egy poligámista regénye; ford. Dezsényi Katalin; Novella, Bp., 2008
- Trenderli, a törpepapagáj; ford. Borbás Mária; Lauder Javne Zsidó Közösségi Iskola, Bp., 2022 (Szipurka könyvek)

## Idézetek
- „A halál nem létezik. Hogyan is létezhetne, amikor minden Isten része. A lélek sosem hal meg, a test pedig valójában sosem él.”
- „Hinned kell a szabad akaratban, nincs más lehetőség.”
- „Nem lesz igazság addig, amíg az ember egy késsel vagy puskával áll, és tönkreteszi azokat, akik nála gyengébbek.”